# Guolian
Guolian (kinesiska: 郭连, 郭连乡) är en socken i Kina. Den ligger i provinsen Henan, i den centrala delen av landet, omkring 66 kilometer söder om provinshuvudstaden Zhengzhou. Antalet invånare är 50285. Befolkningen består av 24 309 kvinnor och 25 976 män. Barn under 15 år utgör 20,0 %, vuxna 15-64 år 69 %, och äldre över 65 år 9,0 %.
Genomsnittlig årsnederbörd är 710 millimeter. Den regnigaste månaden är juli, med i genomsnitt 149 mm nederbörd, och den torraste är januari, med 4 mm nederbörd.